# Neymar da Silva Santos Júnior
Neymar da Silva Santos Júnior (Mogi das Cruzes, São Paulo, Brasil. 5 de febrer de 1992), sovint dit simplement Neymar o Neymar Jr, és un futbolista brasiler format al Santos FC.
Actualment juga al  Santos FC de Brasil i a la selecció del Brasil.
Neymar va assolir la fama al Santos, on va debutar com a professional amb 17 anys. Va ajudar al club a guanyar dos títols consecutius del Campionat Paulista, una Copa del Brasil i la Copa Libertadores de 2011; aquesta última va ser la primera del Santos des de 1963. Neymar va ser nomenat dues vegades Futbolista Sud-americà de l'Any, el 2011 i 2012, i aviat es va traslladar a Europa per entrar a jugar a les files del Barça. Formant part del trio atacant del Barcelona amb Lionel Messi i Luis Suárez, va guanyar el triplet continental de la Lliga, la Copa del Rei i la Lliga de Campions de la UEFA, i va quedar tercer per a la Pilota d'Or de la FIFA el 2015 per les seves actuacions. Després va aconseguir el doblet nacional en la temporada 2015-16. El 2017, Neymar va ser traspassat a París Saint-Germain en un traspàs de 222 milions d'euros, el que el va convertir en el jugador més car de la història. A França, Neymar va guanyar tres títols de lliga, tres Copes de França i dues Copes de la Lliga, incloent un triplet nacional i va ser elegit Jugador l'Any de la Ligue 1 en la seva temporada de debut. Neymar va ajudar al PSG a aconseguir un quàdruple nacional en la temporada 2019-20, i va portar al club a la seva primera final de la Lliga de Campions.
Amb 68 gols en 111 partits amb el Brasil des que va debutar als 18 anys, Neymar és el segon màxim golejador de la seva selecció, només per darrere de Pelé. Va ser una peça clau en les victòries del Brasil en el Campionat Sud-americà Juvenil de 2011, on va acabar com a màxim golejador, i en la Copa FIFA Confederacions de 2013, on va guanyar la Pilota d'Or com a millor jugador del torneig. La seva participació a la Copa Mundial de la FIFA 2014 i a la Copa Amèrica de 2015 es va veure frenada per una lesió i una suspensió, respectivament, abans de capitanejar al Brasil en la seva primera medalla d'or olímpica en futbol masculí en els Jocs Olímpics d'Estiu de 2016. Dos anys després, després de renunciar a ser capità, va participar en la Copa Mundial de la FIFA 2018 i, després de perdre la Copa Amèrica 2019 per una lesió, va ajudar al Brasil a ser subcampió en el torneig de 2021.
Fora del camp, Neymar és un dels esportistes més destacats a nivell mundial. SportsPro el va nomenar l'esportista més comercialitzable del món del 2012 i 2013, i ESPN el va qualificiar com el quart esportista més famós del món en 2016. En 2017, Time el va incloure en la seva llista anual de les 100 persones més influents del món. El 2018, France Football va classificar a Neymar com el tercer futbolista més ben pagat del món i l'any següent, Forbes ho va ratificar, baixant a la quarta posició en 2020.

## Primers anys
Neymar da Silva Santos Júnior va néixer a Mogi das Cruzes, São Paulo, fill de Neymar Santos pare i Nadine da Silva. Va heretar el nom del seu pare, que és un exfutbolista i es va convertir en el mentor del seu fill quan el talent de Neymar va començar a créixer. Neymar comenta sobre el paper del seu pare: "El meu pare ha estat al meu costat des que era petit. Ell s'ocupa de tot, de la meva economia i de la meva família " Quan creixia, Neymar combinava la seva afició pel futbol sala amb el futbol de carrer. Neymar afirma que el futbol sala va tenir una gran influència en el seu creixement, ja que el va ajudar a desenvolupar la seva tècnica, la seva velocitat de pensament i la seva capacitat per a realitzar jugades en espais reduïts.
El 2003, Neymar es va traslladar amb la família a São Vicente, on va començar a jugar en l'equip juvenil Portuguesa Santista. Més tard, el 2003, es van traslladar a Santos, on es va incorporar al Santos FC. Amb l'èxit de la seva carrera juvenil i els ingressos afegits, la família va comprar la seva primera propietat, una casa al costat de Vila Belmiro, l'estadi del Santos. La qualitat de vida de la família va millorar, ja que als 15 anys, Neymar guanyava 10.000 reals al mes (1.500 euros) i als 16, 125.000 reals al mes (20.000 auros). Als 17 anys, va signar el seu primer contracte professional complet, pujant al primer equip del Santos i va començar a signar els seus primers contractes de patrocini.

## Trajectòria esportiva

### Santos FC
Neymar va començar la seva carrera futbolística al Santos amb només 11 anys (2003). Ràpidament va començar a destacar a les categories inferiors del club brasiler i el 2009 va debutar amb el primer equip. Aquell curs el davanter es va convertir en una peça clau per a l'equip de São Paulo i va ser escollit Millor Jugador Jove del Campionat Paulista.

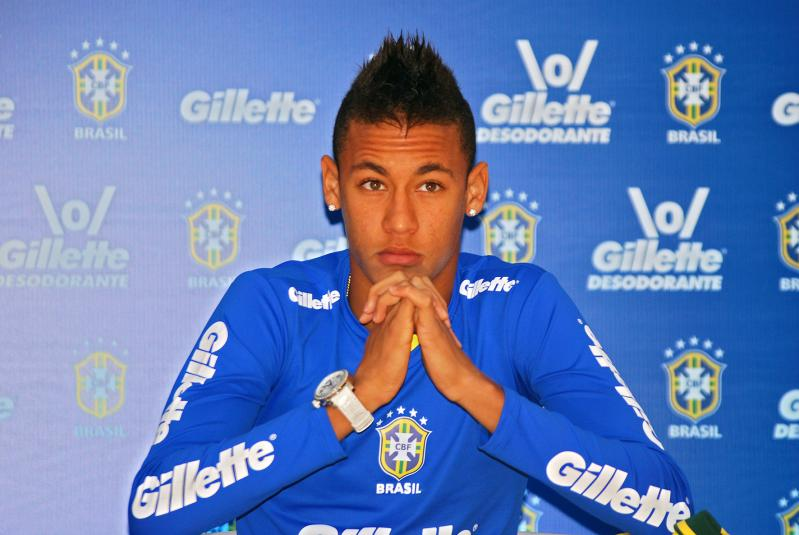
Neymar en una roda de premsa per a la selecció del Brasil l'agost de 2010. Va debutar internacionalment aquell mes amb 18 anys.

El 2010 Neymar va ser nomenat Millor Jugador del Campionat i Màxim Golejador de la Copa Brasil amb 11 gols. L'any següent el seu palmarès augmentava amb el premi al Millor Jugador del 2011. El davanter brasiler s'havia convertit en un jugador imprescindible per al seu equip, que, aquella mateixa temporada, guanyava la Copa Libertadores després de derrotar el Penyarol de l'Uruguai (2-1).
El Santos, campió de Sud-amèrica, va disputar la final del Mundial de Clubs del 2011 amb el FC Barcelona. El partit va acabar 4-0 a favor dels blaugranes. El brasiler va rebre la Pilota de Bronze de la competició, només per darrere de Messi i Xavi. L'any 2015 quedà 3r en la pilota d'or, però com deia ell: "ser aquí ja és un premi"

### FC Barcelona
El 24 de maig de 2013, el Santos va anunciar que havia rebut dues ofertes per Neymar. L'endemà, Neymar va anunciar que signaria amb el Barcelona el 27 de maig de 2013 i que s'incorporaria a l'equip després de disputar la Copa Confederacions 2013. Ni Neymar ni els clubs van donar detalls sobre el preu del traspàs o les condicions personals, tan sols que va signar un contracte de cinc anys. El 3 de juny de 2013, Neymar va ser presentat pel Barcelona després de passar les proves mèdiques i firmar un contracte que el mantindria al club fins al juny de 2018.

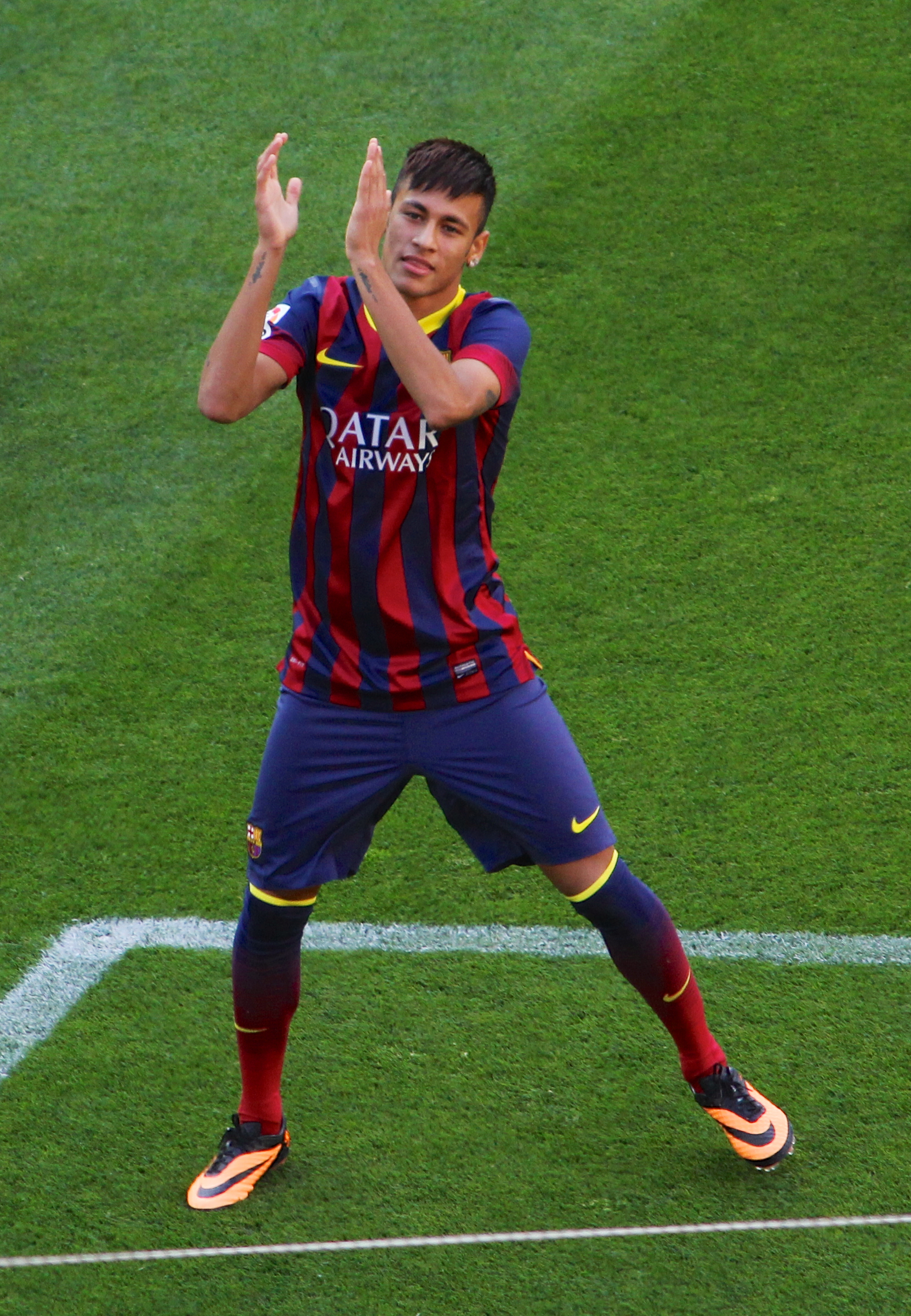
Neymar en la seva presentació al Camp Nou el juny de 2013

Neymar va ser presentat al Camp Nou davant de 56.500 aficionats, un rècord d'assistència per a un jugador brasiler. El vicepresident del club, Josep Maria Bartomeu, va dir inicialment que el preu del traspàs de Neymar era de 57,1 milions d'euros, un dels més cars de la història del club, i que la seva clàusula d'alliberament estava fixada en 190 milions d'euros. El metge del Barcelona, el doctor Pruna, va suggerir que podria necessitar guanyar pes per poder afrontar físicament el futbol espanyol.

#### Investigació per transferència
El gener del 2014, la fiscalia de Madrid va començar el preu del fitxatge de Neymar per Barcelona. Els documents presentats a les autoritats a petició contenien informació contradictòria. El 23 de gener de 2014, Rosell va dimitir del seu càrrec de president. Un dia després, el Barcelona va revelar els detalls del fitxatgei i va admetre que el seu cost havia estat de 86,2 M€, amb els pares de Neymar confirmats haver rebut una suma de 40 milions d'euros. Com a conseqüència, Barcelona, Rosell i Bartomeu van ser acusats de frau fiscal.

#### 2013-2014
El 30 de juliol de 2013, el Barça va empatar 2-2 contra el Lechia Gdansk en un amistós de pretemporada; Neymar va debutar de forma extraoficial entrant de suplent i va marcar el seu primer gol amb el club en una victòria per 7-1 contra un combinat tailandés el 7 d'agost a l'Estadi Nacional de Rajamangala.
Va debutar en competició amb el club durant el primer partit de la temporada 2013-14 de la Lliga com a substitut d'Alexis Sánchez en el minut 63 en una victòria per 7-0 contra el Llevant. El 21 d'agost, va marcar el seu primer gol en competició amb el club en el partit d'anada de la Supercopa d'Espanya 2013 contra l'Atlètic de Madrid: set minuts després d'entrar com a substitut de Pedro, va rematar de cap una centrada de Dani Alves per empatar el partit (1-1) a l'estadi Vicente Calderón, en què els blaugranes van guanyar per la regla dels gols fora de casa i va aconseguir el seu primer trofeu amb el club. El 18 de setembre, va debutar a la Champions, fent una assistència de gol de Gerard Piqué a la victòria del Barça per 4-0 davant l'Ajax en el seu primer partit de la competició 2013-14.
El 2014 fou escollit tercer millor davanter d'Europa, segons un estudi de l'observatori del Centre Internacional d'Estudis de l'Esport.
El 6 de juny de 2015 formà part de l'equip titular del Barça que va guanyar la final de la Lliga de Campions 2015, a l'Estadi Olímpic de Berlín per 1 a 3, contra la Juventus de Torí, en un partit en què va marcar el tercer gol del seu equip.
Sis dies més tard, Neymar va marcar el seu primer gol a la Lliga en la derrota del Barcelona per 4-1 contra la Reial Societat al Camp Nou. El 26 d'octubre, va fer la seva primera aparició en El Clàssic, marcant el primer gol i assistint el gol de la victòria de l'equip, marcat per Alexis Sánchez, en la victòria del Barcelona per 2-1 al Camp Nou. L'11 de desembre, Neymar va marcar els seus tres primers gols a la Lliga de Campions marcant un triplet en una victòria per 6-1 contra el Celtic en l'últim partit del Grup H del Barcelona.

### Paris Saint-Germain
El juliol de 2017, el pare de Neymar va començar a negociar el traspàs del jugador al Paris Saint Germain, com va anticipar en primícia el periodista Marcelo Bechler. Durant els primers dies del mes d'agost, en un entrenament va tenir una picabaralla amb un nou fitxatge del equip blaugrana, Nélson Semedo. El FC Barcelona tenia clara la voluntat del jugador de deixar l'equip i va reclamar el pagament integre de la clàusula de rescissió: aproximadament uns 222 milions d'euros. El 2 d'agost el Barça i el jugador varen confirmar que el brasiler marxaria i fitxaria pel club francès. El fitxatge pel club francès es va fer oficial el 4 d'agost, amb un contracte per cinc temporades, després de fer el pagament al Barça de la clàusula de rescissió de 222 milions d'euros, la quantitat més alta de la història pagada per aquest concepte.

## Selecció internacional
Neymar va formar part de la selecció sub-17 del Brasil, amb la qual va participar en el Campionat del Món de Futbol sub-17 de 2009. Va ser convocat a la selecció absoluta després del Mundial de Sud-àfrica 2010. Només tenia 18 anys i va debutar davant els Estats Units i va marcar un gol. També va disputar la Copa Amèrica sub-20 del Perú 2011, on va marcar un total de 9 gols i va sortir campió.
El 2012 va ser inclòs a l'equip nacional del Brasil per a disputar els Jocs Olímpics de Londres. A la capital britànica, Neymar va completar una gran actuació amb la 'canarinha' i va conduir l'equip a la final del torneig. Finalment la selecció brasilera va ser medalla de plata després de perdre contra Mèxic (2-1).
Neymar, abans d'anar-se'n a Barcelona a signar el seu contracte amb el FC Barcelona, va guanyar la Copa Confederacions 2013 amb la selecció del Brasil, fent un gol a la final contra Espanya (3-0) i sent designat l'MVP de la competició.
El 7 de maig de 2014 el seleccionador brasiler Luiz Felipe Scolari el va incloure a la llista final de 23 jugadors que representaran el Brasil a la Copa del Món de Futbol de 2014.
L'11 de juliol de 2014 la FIFA va anunciar la seva inclusió entre els deu candidats a la Pilota d'Or al Millor Jugador del Mundial (els guanyadors de les Pilotes d'Or, Plata i Bronze als tres millors jugadors del Mundial del Brasil serien anunciats el dia 14, un dia després de la disputa de la final del Mundial a l'estadi de Maracaná).
El 20 d'agost del 2016, Neymar capitanejà la canarinha cap a la final a l'estadi d'Maracaná, a la final dels Jocs Olímpics de Rio contra Alemanya. El Jugador va ficar un gol tot i que els alemanys van empatar seguidament. Finalment, Brasil va guanyar als penals i alçà l'últim trofeu que li restava per alçar al seu palmarès.

## Estadístiques

### Club
Actualitzat fins a l'ultim partit: 19 de febrer de 2023.

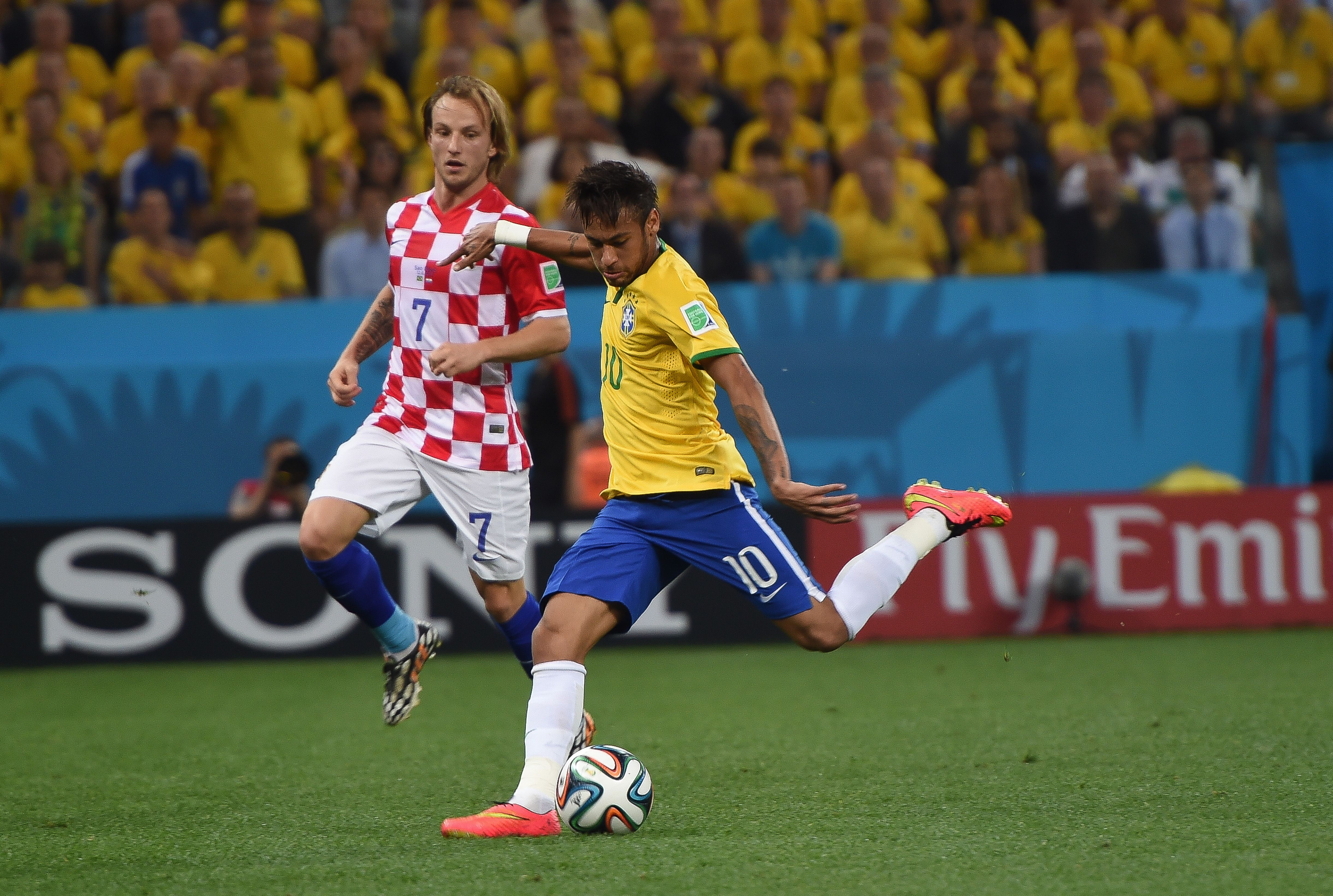
Neymar contra Croàcia a la Copa Mundial de la FIFA 2014. Va marcar dos gols al partit.

| Club                   | Temporada     | Lliga         | Lliga   | Lliga | Copa nacional | Copa nacional | Campionat Estatal | Campionat Estatal | Continental | Continental | Altres  | Altres | Total   | Total |
| Club                   | Temporada     | Divisió       | Partits | Gols  | Partits       | Gols          | Partits           | Gols              | Partits     | Gols        | Partits | Gols   | Partits | Gols  |
| ---------------------- | ------------- | ------------- | ------- | ----- | ------------- | ------------- | ----------------- | ----------------- | ----------- | ----------- | ------- | ------ | ------- | ----- |
| Santos FC              | 2009          | Série A       | 33      | 10    | 3             | 1             | 12                | 3                 | —           | —           | —       | —      | 48      | 14    |
| Santos FC              | 2010          | Série A       | 31      | 17    | 8             | 11            | 19                | 14                | 2           | 0           | —       | —      | 60      | 42    |
| Santos FC              | 2011          | Série A       | 21      | 13    | —             | —             | 11                | 4                 | 13          | 6           | 2       | 1      | 47      | 24    |
| Santos FC              | 2012          | Série A       | 17      | 14    | —             | —             | 16                | 20                | 12          | 8           | 2       | 1      | 47      | 43    |
| Santos FC              | 2013          | Série A       | 1       | 0     | 4             | 1             | 18                | 12                | —           | —           | —       | —      | 23      | 13    |
| Santos FC              | Total         | Total         | 102     | 54    | 15            | 13            | 75                | 53                | 27          | 14          | 4       | 2      | 225     | 136   |
| FC Barcelona           | 2013–14       | La Liga       | 26      | 9     | 3             | 1             | —                 | —                 | 10          | 4           | 2       | 1      | 41      | 15    |
| FC Barcelona           | 2014–15       | La Liga       | 33      | 22    | 6             | 7             | —                 | —                 | 12          | 10          | —       | —      | 51      | 39    |
| FC Barcelona           | 2015-16       | La Liga       | 34      | 24    | 5             | 4             | —                 | —                 | 9           | 3           | 1       | 0      | 49      | 31    |
| FC Barcelona           | 2016-17       | La Liga       | 30      | 13    | 6             | 3             | —                 | —                 | 9           | 4           | 0       | 0      | 45      | 20    |
| FC Barcelona           | Total         | Total         | 123     | 68    | 20            | 15            | —                 | —                 | 40          | 21          | 3       | 1      | 186     | 105   |
| Paris Saint-Germain FC | 2017-18       | Ligue 1       | 20      | 19    | 1             | 2             | —                 | —                 | 7           | 6           | 2       | 1      | 30      | 28    |
| Paris Saint-Germain FC | 2018-19       | Ligue 1       | 17      | 15    | 3             | 2             | —                 | —                 | 6           | 5           | 2       | 1      | 28      | 23    |
| Paris Saint-Germain FC | 2019-20       | Ligue 1       | 15      | 13    | 2             | 2             | —                 | —                 | 7           | 3           | 3       | 1      | 27      | 19    |
| Paris Saint-Germain FC | 2020-21       | Ligue 1       | 18      | 9     | 3             | 1             | —                 | —                 | 9           | 6           | 1       | 1      | 31      | 17    |
| Paris Saint-Germain FC | 2021-22       | Ligue 1       | 22      | 13    | 0             | 0             | —                 | —                 | 6           | 0           | 0       | 0      | 28      | 13    |
| Paris Saint-Germain FC | 2022-23       | Ligue 1       | 20      | 13    | 2             | 1             | —                 | —                 | 6           | 2           | 1       | 2      | 29      | 18    |
| Paris Saint-Germain FC | Total         | Total         | 112     | 82    | 11            | 8             | —                 | —                 | 41          | 22          | 9       | 6      | 173     | 118   |
| Total carrera          | Total carrera | Total carrera | 337     | 204   | 46            | 36            | 76                | 54                | 107         | 57          | 16      | 9      | 584     | 359   |

1. ↑  Inclou Copa do Brasil, Copa del Rei i Coupe de France
2. ↑  Inclou Campeonato Paulista
3. ↑  Partits a la Copa Sudamericana
4. 1 2  Partits a la Copa Libertadores
5. 1 2  Partits a la FIFA Club World Cup
6. ↑  Partits a la Recopa Sudamericana
7. 1 2 3 4 5 6 7 8 9 10  Partits a la Lliga de Campions de la UEFA
8. ↑  Partits a la Supercopa d'Espanya
9. 1 2  Partits in Coupe de la Ligue
10. ↑  Un partit i un gol a la Coupe de la Ligue, un partit a la Supercopa Francesa
11. 1 2  Partit al Trophée des Champions

### Internacional
A 9 de desembre de 2022
| Equip Nacional | Any   | Competició | Competició | Amistosos | Amistosos | Total | Total |
| Equip Nacional | Any   | Part.      | Gols       | Part.     | Gols      | Part. | Gols  |
| -------------- | ----- | ---------- | ---------- | --------- | --------- | ----- | ----- |
| Brasil         | 2010  | 0          | 0          | 2         | 1         | 2     | 1     |
| Brasil         | 2011  | 4          | 2          | 9         | 5         | 13    | 7     |
| Brasil         | 2012  | 0          | 0          | 12        | 9         | 12    | 9     |
| Brasil         | 2013  | 5          | 4          | 14        | 6         | 19    | 10    |
| Brasil         | 2014  | 5          | 4          | 9         | 11        | 14    | 15    |
| Brasil         | 2015  | 4          | 1          | 5         | 3         | 9     | 4     |
| Brasil         | 2016  | 6          | 4          | 0         | 0         | 6     | 4     |
| Brasil         | 2017  | 6          | 2          | 2         | 1         | 8     | 3     |
| Brasil         | 2018  | 5          | 2          | 8         | 5         | 13    | 7     |
| Brasil         | 2019  | 0          | 0          | 5         | 1         | 5     | 1     |
| Brasil         | 2020  | 2          | 3          | 0         | 0         | 2     | 3     |
| Brasil         | 2021  | 4          | 4          | 0         | 0         | 4     | 4     |
| Brasil         | 2022  | 4          | 3          | 4         | 4         | 8     | 7     |
| Total          | Total | 54         | 31         | 70        | 46        | 124   | 77    |

## Palmarès
Font:
Amb el Santos FC
- Campionat paulista (3): 2010, 2011 i 2012
- Copa brasilera de futbol (1): 2010
- Copa Libertadores de América (1): 2011
- Recopa Sud-americana (1): 2012

Amb el FC Barcelona
- 1 Lliga de Campions: (2014-15)[50]
- 2 Lligues espanyoles: (2014-15[51] i 2015-16)[52]
- 3 Copes del Rei: (2014-15,[53] 2015-16[54] i 2016-17)[55]
- 2 Supercopes d'Espanya: (2013,[56] 2016)[57]
- 1 Supercopa d'Europa: (2015)[58]
- 1 Campionat del Món de Clubs de futbol: (2015)[59]

Amb el Paris Saint-Germain
- 5 Lligues franceses: 2017-18, 2018-19, 2019-20, 2021-22 i 2022-23
- 3 Copes franceses: 2017-18, 2019-20 i 2020-21
- 2 Copes de la lliga francesa: 2017-18 i 2019-20
- 3 Supercopes franceses: 2018, 2020 i 2022

Amb l'Al-Hilal SFC
- 1 Lliga saudita: 2023-24
- 1 Copa del Rei saudita: 2023-24
- 1 Supercopa saudita: 2023

Amb la selecció del Brasil
- Campionat Sud-americà de Futbol Sub-20 (1): 2011
- Superclásico de las Américas (2): 2011, 2012
- Medalla de Plata Olímpica (1): 2012
- Copa Confederacions de la FIFA (1): 2013
- Medalla d'or als J.J.O.O (1): 2016

## En la cultura popular
La figura de Neymar ha traspassat el marc del futbol i, des de ben jove, esdevingué un personatge molt mediàtic. Al seu país, el dibuixant Mauricio de Sousa va retre homenatge al futbolista amb la revista de còmics Neymar Jr., que va ser llançada el 2013 i, l'any següent, tot coincidint amb la Copa Mundial de 2014, va adaptada en una sèrie de dibuixos animats.